# Smith & Wesson Model 17
O Smith & Wesson Model 17 é um revólver de ação dupla (DA) de seis tiros no calibre .22 LR, de tamanho médio (padrão "K-frame") produzido pela Smith & Wesson a partir de 1947.

## Histórico
Os "Models" 16 e 17 da Smith & Wesson têm suas origens na série Pré-Segunda Guerra, conhecida como "Hand Ejector" na década de 1930. Esses dois modelos de revólver estrearam como armas complementares conhecidas como Model K-32 e K-22 após a 2ª Guerra Mundial. O K-32 (Model 16) foi lançado em 1935 e calçava o calibre .32 S&W Long. A produção cessou durante a 2ª Guerra Mundial e o revólver foi reintroduzido em 1947 junto com o K-22 (Model 17) no calibre .22 Long Rifle.
O Model 16 foi retirado de produção em 1983 devido ao declínio da popularidade do calibre .32 S&W Long e o Model 17 foi descontinuado em 1998, pois a empresa se concentrou menos em revólveres de aço azulado na época.

## Projeto
O Model 17 tem uma mira traseira ajustável e uma rampa fixa na dianteira ao estilo "Patridge". Ele foi projetado como um revólver "Target" (de tiro ao alvo) e pode ser encomendado da S&W com "Os Três T's": Target Trigger (gatilho), Target Hammer (cão) e Target Grips (empunhadura). Os comprimentos padrão do cano eram 4 ", 6" e 8 ⅜". O modelo de 4" 17-6 raramente é visto, já que a S&W produziu o modelo 18 de cano quase idêntico de 4 ". exceto que o cano de 4 "era cônico onde o cano de 4" do Modelo 17 não era.

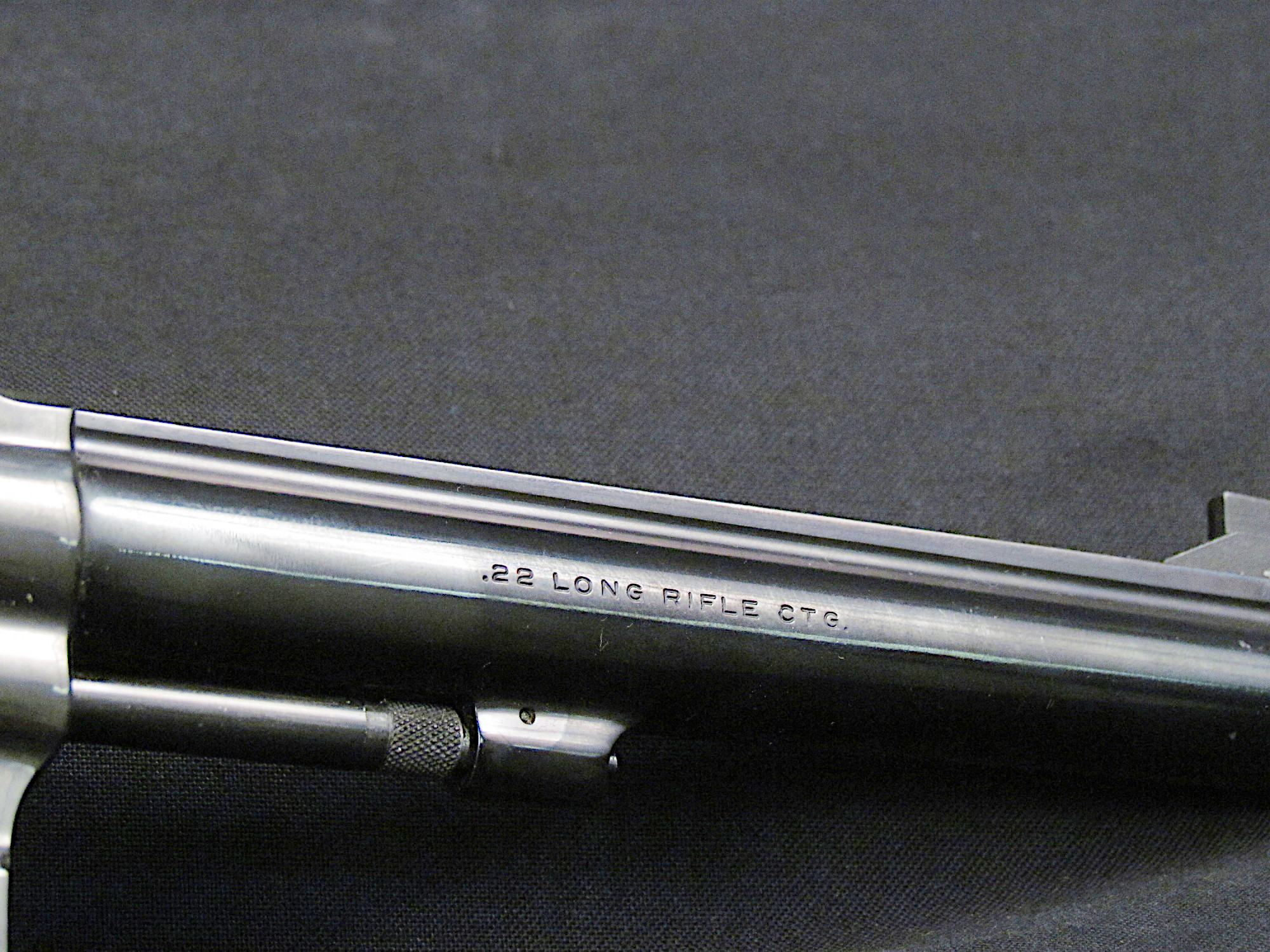
Detalhe do cano e mira dianteira de um S&W Model 17.

Em 1990, a S&W também lançou o Model 17 com canos de 4", 6" ou 8 ⅜", todos com uma "alça de reforço" sob o cano. A "alça de reforço" (ou "under lug" em inglês), era uma extensão sólida arredondada do mesmo aço azulado, fundida como parte do cano, desde a frente do quadro do cilindro até a sua extremidade. A "alça de reforço" não apenas envolvia a haste ejetora, mas também adicionava um peso considerável à própria arma. O modelo "under lug" enviado com empunhadura de madeira de base arredondada especial que apresentava também entalhes para encaixe dos dedos. O Model 17 de 4" "Under Lug" é visto com pouca frequência e muito possivelmente fabricado como uma série de "pós-produção" usando exemplares com canos de 6" ou 8 ⅜" encurtados de fábrica.

## Derivados

### Models 18 e 617
O Smith & Wesson Model 18 (ou "22 Combat Masterpiece") foi construído na "K-frame" da S&W (designação da Smith & Wesson para armas de fogo de "porte médio"). Era um revólver de cano reforçado e ação dupla, com mira aberta ajustável, no calibre .22 Long Rifle. Muitos acreditam que o Model 18 foi projetado como uma arma de treinamento para policiais e outros que carregavam principalmente revólveres de calibre .38 Special e .357 dos Models 10, 15 e 19-3. O Model 18 (assim como o Model 17) opera e se comporta de maneira semelhante a esses modelos de aplicação da lei da época; e compartilha estreitamente o tamanho, peso, empunhaduras, mecanismo interno e operação de vários revólveres com moldura "K" populares como o Model 10 (.38), Modelo 13 (.38 e .357), Model 14 (.38), Model 15 (.38) e Model 19 (.38 e .357) A única diferença significativa foi o calibre .22 do Model 18.
Com a introdução do Model 17 com canos com reforço em toda a extensão, a Smith & Wesson também começou a produção do Model 617 no calibre .22. Esta é a versão em aço inoxidável do aço azulado Modelo 17 .22 LR; no entanto, todos os modelos 617 possuem canos "full under lug". Oferecido nos mesmos três comprimentos de cano do Modelo 17, o 617 ainda está em produção e é fornecido com empunhaduras de borracha. O Model 617 é encontrado com um cilindro de aço .22 LR de seis ou dez tiros. A única exceção é o modelo de produção inicial 617-2, que foi feito com um cilindro de liga de alumínio .22 de dez tiros. Mais tarde, o "617-2" foi enviado com cilindros de aço inoxidável.

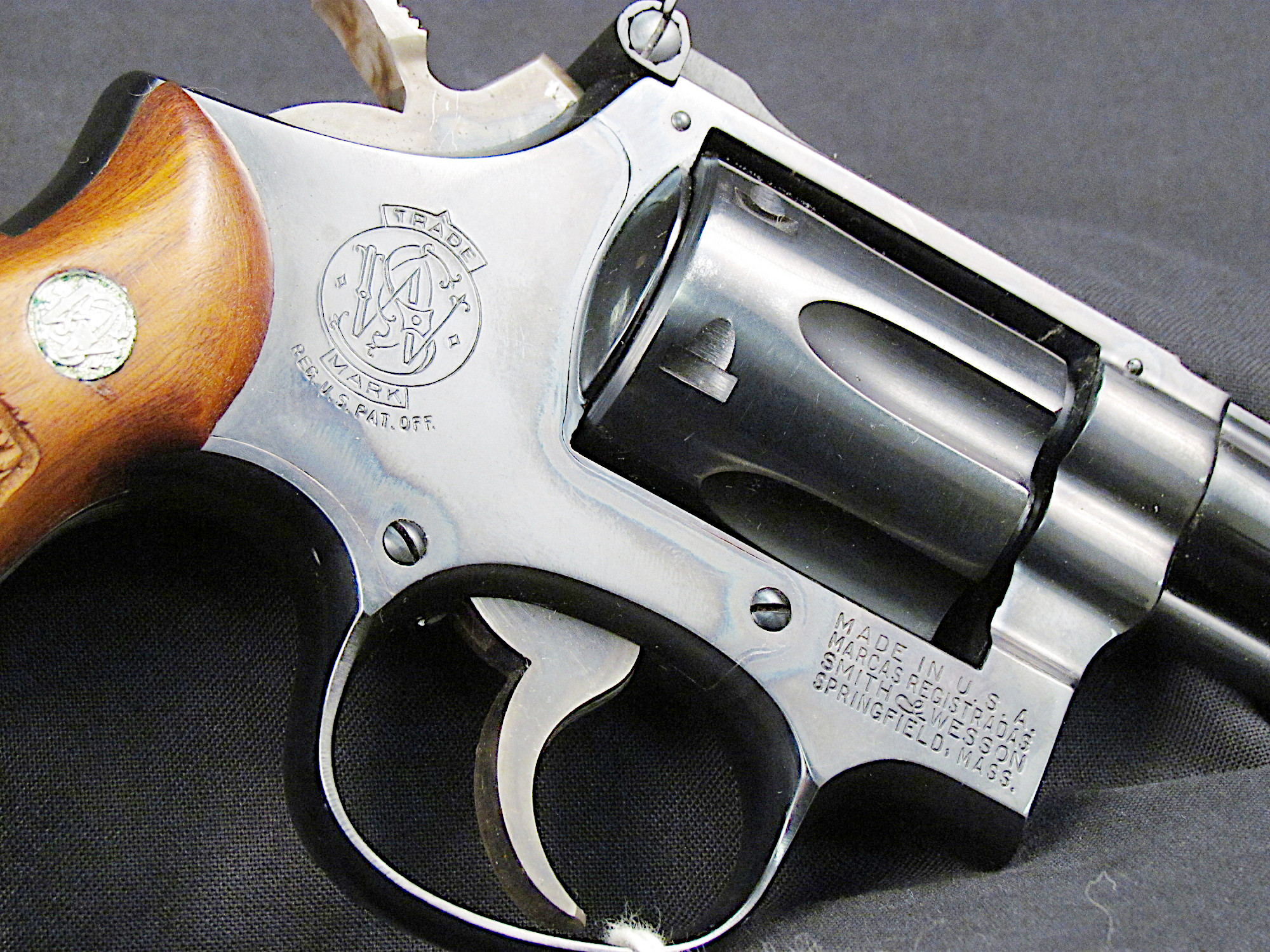
Detalhe do tambor de um S&W Model 17.

### Model 53
O Smith & Wesson Model 53 foi lançado em 1961 no calibre ".22 Jet". É um revólver de capacidade de seis tiros construído no pequeno "quadro K" usando um gatilho de dupla ação. O cartucho .22 Jet tinha uma velocidade listada de 2.460 fps usando uma bala de 40 grãos, mas na verdade atingiu 1.700-1.800 fps no revólver. O Model 53 também pode disparar cartuchos .22 Short, .22 Long e .22 Long Rifle usando inserts nas câmaras. O cão tinha um pino de disparo de duas posições para permitir que ele fosse alterado de fogo circular para fogo central conforme necessário.
A arma veio com empunhaduras para tiro ao alvo e em comprimentos de cano de 4, 6 e 8,3 polegadas.
No final da década de 1950, havia um interesse considerável na comunidade de atiradores por revólveres equipados com vários cartuchos wildcat de calibre .22. A Smith & Wesson procurou tirar vantagem disso lançando um cartucho conhecido como ".22 Remington CFM" (Centerfire Magnum) ou .22 Remington Jet e incluiu uma versão do Model 17 neste calibre, designando-o como Model 53.
O Model 53 foi fabricado de 1960 a 1974.

## Situação atual
O Model 17 foi descontinuado em 1998, mas em 2009 foi reintroduzido como o Model 17 "Masterpiece" devido ao ressurgimento da popularidade dos revólveres vintage da Smith & Wesson. A empresa escolheu cerca de quinze modelos anteriormente descontinuados para voltar a produzir. Isso foi feito na categoria "Classics" das ofertas atuais da S&W.